# エルメス (宇宙船)
エルメス（ヘルメス）は、フランス、後に欧州宇宙機関 (ESA) がかつて計画していた再利用型の有人宇宙往還機。いわゆる欧州版スペースシャトルといわれるもの。
1980年代よりフランスの宇宙機関・フランス国立宇宙研究センターが独自に計画していたが、欧州宇宙機関の発足と、独自開発には予算がかかりすぎることから、欧州の共同開発という形をとった。全長は15メートルほど、乗組員は2～3名で、打ち上げ用に新たに開発された「アリアン5型ロケット」のペイロード（積荷部分）に連結して発射するもので、すでに様々な青写真は出来上がっており、国際宇宙ステーション (ISS) にもこれで参加することも視野に入れていた。しかし、1990年代に欧州全体に吹き荒れた不景気によってESAは資金難となり、多額の開発費がかかるこの計画を断念した。
打ち上げ用に開発した大型ロケット「アリアン5」は、後にその巨大な打ち上げ能力を持ってアリアンスペース社の主力ロケットとなり、大型商業衛星の打ち上げを行っている。またESAは、ISSにはアメリカ合衆国のスペースシャトルのほか、欧州補給機を使用して参加した。

## 仕様
エルメスはアリアン5の上部に搭載して2人乗りで円錐状のリソースモジュールを機体の後部に備え、再突入前に切り離す構造だった。スペースプレーンのみが地球大気に再突入して着陸する。
計画の終了間際ではエルメスは3人乗りで3,000 kgの与圧された貨物を運ぶ仕様になった。最終的に打ち上げ重量は21,000 kgでこれは予定されたアリアン5が離陸可能な上限だった。エルメスは全長19.00 mになる予定だった。

## 開発
ヨーロッパの宇宙への自立的なアクセスを目的として1980年代半ばにフランス政府の宇宙機関のCNESはソビエトとアメリカのシャトルを模倣したヨーロッパ製シャトルの計画を進めた。欧州宇宙機関は1987年にエルメス計画を承認した。計画は1992年に打ち切られた。

## その他
リフティングボディによる再突入の実証試験であるIXV試験計画が2014年に予定された。

## 関連文献
- 称名寺健荘; 森瀬繚 (2007). 図解宇宙船. 新紀元社. p. 97. ISBN 9784775305171
- 吉田力 (2014). 図解入門業界研究最新航空業界の動向とカラクリがよーくわかる本. 秀和システム. p. 201. ISBN 9784798042671